# 吸血鬼ドラキュラ
『吸血鬼ドラキュラ』（きゅうけつきドラキュラ、原題：Dracula）は、1897年に出版されたアイルランド（イギリス）の小説家ブラム・ストーカーによる怪奇小説（ゴシックホラー）。複数の語り手による手紙や日記、新聞記事という形で展開される書簡体小説であり、トランシルヴァニアの貴族で吸血鬼であるドラキュラ伯爵がイギリスへと渡り災いを招くこと、また、それをエイブラハム・ヴァン・ヘルシング教授含むグループが討伐する物語が展開される。
本作の執筆は1890年代に行われた。ストーカーはトランシルヴァニアの民間伝承や歴史を広く参照し、執筆にあたっては100ページを超えるメモを残した。現代において研究者は、ドラキュラ伯爵のモデルとして、15世紀のワラキア公国の君主であるヴラド・ツェペシュ（ヴラド3世）や、17世紀のトランシルヴァニアの貴族の未亡人バートリ・エルジェーベトといった史実の人物を挙げているが、これには異論もある。特にストーカーの執筆メモには彼らについて言及した形跡がない。ストーカーは休暇中にウィットビーの公共図書館で、「ドラキュラ」という名前を見つけ、これをルーマニア語で悪魔を意味すると勘違いしたと思われる。
出版当時、本作は好意的に評価された。特に小説家ウィルキー・コリンズとその著作『白衣の女』と比較されることが多かった。一方で、当時の水準において、あまりにも恐怖を煽りすぎているとして批判するものもあった。後世には多くの映画で翻案化されたことでもよく知られ、ドラキュラ伯爵は吸血鬼の代名詞的存在となり、吸血鬼の設定を確立したと評される。

## あらすじ
イギリスの若い弁護士ジョナサン・ハーカーは上司の命令で、ロンドンの不動産を購入し、移住したいと考えているというトランシルヴァニアの貴族ドラキュラ伯爵の元へ派遣される。ジョナサンはカルパティア山脈の麓にある伯爵の居城で彼から歓待を受け、また、その貴族としての立ち振舞いや、博識な人柄に魅せられる。その一方で彼や城に言いしれぬ不安感も覚える。滞在は数日に及び、その間、好奇心旺盛な伯爵はイギリスのことやジョナサン自身のことをしきりに尋ね、彼は婚約者のミナ・マレーのことなどを話す。やがて、ジョナサンは城内で3人の女吸血鬼と出会い、さらに伯爵の正体が不死の怪物であり、イギリスに向かおうとしていることに気づくも城に閉じ込められ、その間に伯爵はイギリスに向けて旅立つ。
数ヶ月後、イギリスに船長の遺体のみが残る不可思議な無人のロシア船「デメテル号」が入港する。これはドラキュラ伯爵が乗り込み、船員全員を殺害したものであった。ドラキュラはジョナサンと取引した不動産を拠点にロンドンで活動を始め、ミナやその友人である若い女性ルーシー・ウェステンラに目をつける。毎夜、ドラキュラはルーシーの部屋に忍び込むと少しずつ彼女の生き血を吸い、彼女は日毎に衰弱していく。ルーシーの婚約者アーサーや主治医のセワード、またルーシーに恋慕していたアメリカ人地主モリスの3人は彼女を助けるため手を尽くすが原因はわからない。そんな折、セワードから相談を受けた彼の恩師で、博識なオランダ人老学者エイブラハム・ヴァン・ヘルシング教授は、これが吸血鬼の仕業であると見抜く。アーサーらは、ヘルシングの助言に従い、吸血鬼が嫌うというニンニクをルーシーの家に飾るが、混乱を避けるための配慮が仇となり、ドラキュラは、これをかいくぐると家人を殺害し（ルーシーの母ウェステンラ夫人は心臓発作で死亡）、ルーシーに最後の吸血を行って死に至らしめる。一方、ジョナサンは城から脱出するも、その時の怪我と精神的ショックでブダペストの病院に入院する。ミナはジョナサンを探して現地を訪れ、彼から伯爵や城での体験について聞く。また、2人は正式に結婚し、イギリスへと帰国する。
ヘルシングやアーサーらはルーシーの仇を討つため、彼女を襲った吸血鬼の正体を捜索し始める。そんな折、ヘルシングは帰国したミナよりジョナサンの話を教えられ、ドラキュラ伯爵について知る。また、そこからルーシーが吸血鬼化したと判断し、アーサーらは葛藤しながらも、不死の怪物となった想い人を討伐する。一方、ドラキュラは、精神障害者のレンフィールドを操ったり、デ・ヴィル伯爵という偽名を使ってロンドン各所に不動産を購入し、そこに故郷の土を持ち込むことで安全なねぐらを増やしていく。
ヘルシングらはドラキュラの隠れ家を見つけ出しては、そこに隠された土を浄化し、彼の逃げられる場所を潰していく。他方で狡猾なドラキュラはミナに狙いを定め、レンフィールドを操作して最終的に彼女を襲うことに成功する。しかし、吸血の最中にヘルシングらに踏み込まれ、黒い霧に姿を変えての逃亡を余儀なくされる。ミナはドラキュラを討伐しなければ死後に吸血鬼化する呪いをかけられるが、逆にそれによってテレパシーでドラキュラと繋がるようになる。ヘルシングはミナに催眠術を掛けてドラキュラの居場所を探ろうとする。追い詰められたドラキュラは先んじてトランシルヴァニアへと逃亡する。
ジョナサンの案内でヘルシング一行はトランシルヴァニアの伯爵の城へと向かう。先回りに成功し、ヘルシングは城内の女吸血鬼らを討伐する一方、残ったメンバーは下僕のジプシー達によって城内に運び込まれる間際のドラキュラを急襲する。ジプシー達が抵抗する中で、一行はドラキュラが眠る箱を開け、ジョナサンがククリ刀でその首を切り落とし、同時にモリスがその心臓にボウイナイフを突き刺す。その瞬間、ドラキュラの身体は粉々に砕け、塵となって消える。ミナの吸血鬼化の呪いが解ける一方で、モリスは最後の戦いで致命傷を負っており、神に感謝し、息絶える。
最後に7年後のことに言及されており、生き残った者たちは幸福な生活を送り、またジョナサンとミナは息子に恵まれ、その子にはモリスのファーストネームであるクインシーと名付けている。

## 登場人物
ドラキュラ伯爵（Count Dracula）
トランシルヴァニアの古城に住む貴族。吸血鬼。
ジョナサン・ハーカー（Jonathan Harker）
イギリス人の事務弁護士。
ミナ・ハーカー（Wilhelmina "Mina"  Harker）
ジョナサンの婚約者。本名：ウィルヘルミナ・マレー（Wilhelmina Murray）。作中の中盤で結婚し、ハーカーの姓となる。
ルーシー・ウェステンラ（Lucy Westenra）
ミナの友人。19歳の美人。ホイットビーに母親と2人で住む。
エイブラハム・ヴァン・ヘルシング教授（Professor Abraham Van Helsing）
アムステルダム大学名誉教授。セワードの恩師。ルーシーが吸血鬼に襲われていると気づく。
アーサー・ホルムウッド（ゴダルミング卿）（Arthur "Art" Holmwood (Lord Godalming)）
ルーシーの婚約者。男爵。セワード、モリスと親友。
ジャック・セワード（John "Jack" Seward, M.D.）
精神病院の院長。ルーシーの主治医で彼女に求婚していた。
クインシー・モリス（Quincey P. Morris）
北米テキサス州の大地主。ルーシーに恋慕している。
レンフィールド （R. M. Renfield）
セワードの病院の患者。精神病者。蝿、蜘蛛、鳥などを食べ、その命を奪うという独自の観念を持つ。
ドラキュラの花嫁たち（Brides of Dracula）
ドラキュラ城に住む3人の女吸血鬼。いずれも美しく官能的な容貌をしている。

## 執筆背景

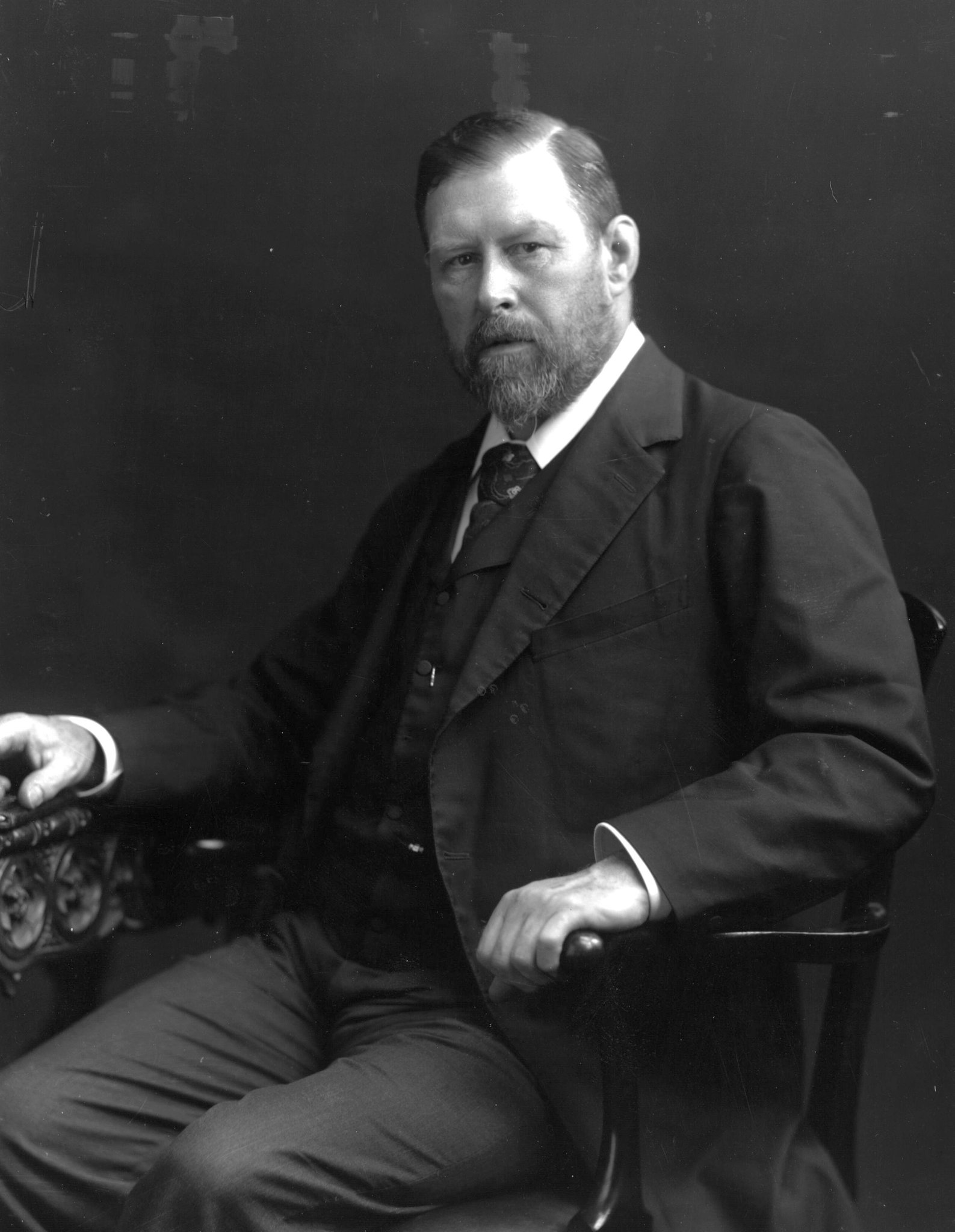
作者ブラム・ストーカー

作者のブラム・ストーカーは、ロンドンのライシアム劇場の支配人代理として当時知られた人物であった。夜公演の司会や舞台俳優ヘンリー・アーヴィングの秘書などをしていた。ストーカーはウォルト・ホイットマンに宛てた手紙の中で、自身のことを「世間に対して秘密主義者」と表現していたが、実際にはその生活ぶりは比較的知られたものであった。
ストーカーは本業からの収入を補うためにロマンス小説やセンセーション小説を執筆しており、1912年に亡くなるまでに18冊の本を出版した。その内、本作は『シャスタの肩』（1895年）、『ミス・ベティ』（1898年）に続く、生涯7冊目の刊行作品であった。
その死後、ストーカーの親友であったホール・ケインはデイリー・テレグラフ紙での追悼文の中で、アーヴィングの伝記以外は、彼は「売るためだけ」に書き、「それ以上の目的はなかった」と述べている。

### 取材メモ
本作の執筆にあたってストーカーは広範囲な取材を行い、各章の要約やプロットのアウトラインを含めた100ページを超えるメモを作成していた。
このメモはストーカーの死後の1913年に、妻フローレンスによってニューヨークの書籍商に2ポンド2セントで売却された。その後、1970年にフィラデルフィアのローゼンバック博物館・図書館が購入するまで行方不明の状態にあった（実際、この間はチャールズ・スクリブナーズ・サンズという個人が所有していた）。
ストーカーについての最初の伝記を書いたハリー・ラドラムは1962年に、本作の執筆は1895年か1896年頃に開始されたとしていた。1972年にメモを発見したレイモンド・T・マクナリーとラドゥ・フロレスコは執筆時期を1895年から1897年の間と特定した。
しかし、その後の研究ではこの時期にも疑念が呈された。ジョセフ・S・ビアマンは、メモに対する最初の大きな分析研究の中で、メモの最も古い日付が1890年3月8日であり、それは完成稿とわずかに細部が異なる章のアウトラインであったとしている。
彼によればストーカーはもともと書簡体小説を書くつもりがあり、当初はトランシルヴァニアではなく、オーストリアのシュタイアーマルクが舞台であった。また、初期のメモには吸血鬼という言葉は明示的には出てこなかった。
ストーカーは2年にわたり、家族とスコットランドのクルーデンベイにあるキルマーノック・アームズ・ホテルに滞在し、本作の執筆に没頭していた。
このメモは、本作の草稿について多くのことを明らかにした。例えば、悪役の吸血鬼は「ドラキュラ」と名付けられる前から伯爵であることは決まっていたことがわかる。
このドラキュラという名前は、1880年にストーカーが妻子と休暇を過ごしたウィットビーの公共図書館で発見したものだと推測されている。
ストーカーはメモで「ドラキュラとは悪魔を意味する。ワラキア人は勇気、残虐行為、狡猾さで目立つ者の姓に、この名を与える慣習があった」と書いている。
初期草稿と完成稿の内容は大きく異なっていた。初期草稿ではマックス・ウィンドシューフェルというドイツ人教授がシュタイアーマルクから来たヴァンピール伯爵と対決するという物語で、味方の一人は狼男に殺されるというものであった。
また、初期のメモではもともとコットフォードという名の探偵とシングルトンという心霊調査員を主人公とした探偵小説にする可能性があったことを示唆している。

### ドラキュラのモデル

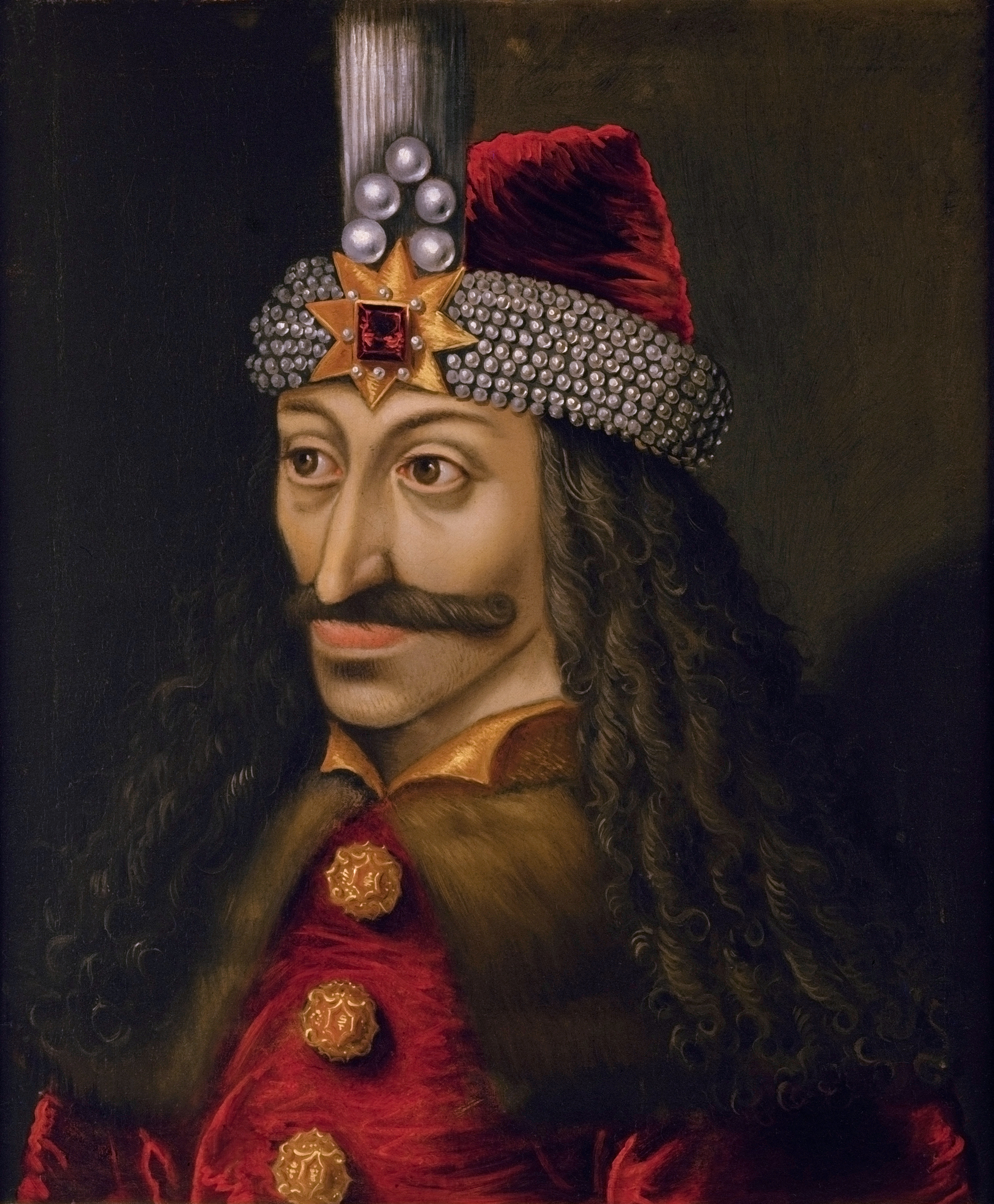
ドラキュラ伯爵のモデルとされるヴラド・ツェペシュ（ヴラド3世）の肖像画

ドラキュラ伯爵のモデルについては多くの人物が挙げられており、定説があるわけではない。1962年にストーカーの伝記を書いたハリー・ラドラムは、その著作の中でブダペシュト大学の教授であったヴァーンベーリ・アールミンが、ストーカーに、15世紀のワラキア公国の君主であるヴラド・ツェペシュ（ヴラド3世）のことを教えていた可能性を指摘している。このヴラド3世をドラキュラのモデルとする説は、1972年に出版されたレイモンド・T・マクナリーとラドゥ・フロレスコによる著作『ドラキュラ伝説』（原題：In Search of Dracula）で世に広く知られるようになった。
ベンジャミン・H・ルブランは、ヴラド3世モデル説の根拠として、作中でヘルシングの友人として言及されるヴラド3世の歴史に通じた「ブダペシュト大学のアルミニウス」なる人物がヴァーンベーリを指しているとしている。ただし、マクナリーとフロレスコの調査によれば、ヴァーンベーリが発表した論文にも、あるいはヴァーンベーリと面会した時のストーカーのメモにも、「ヴラド、ドラキュラ、吸血鬼」に関する記述は何も見つからなかった。
学識者で、ドラキュラ研究者でもあるエリザベス・ミラーは、ヴラド3世との関連性を「薄い」とし、ストーカーは作品に「些末な事柄」を大量に取り入れたことを示し、もしヴラド3世がモデルだとするのであれば、その悪名高い残虐性を示す逸話をなぜ省くのか、と修辞的に問うている。
レイモンド・マクナリーは自著『ドラキュラは女だった』（Dracula Was A Woman、1983年）にて、17世紀のトランシルヴァニアの貴族の未亡人バートリ・エルジェーベトをドラキュラのモデルとする説を挙げている。
例えばドラキュラが「鉄の処女」に似た檻を使うなど、バートリの行ったとされる殺人内容と類似点があるという。
ゴシック評論家で講師でもあるマリー・マルヴェイ＝ロバーツは、吸血鬼は伝統的に「墓場で這いずり回る、朽ちた亡霊（レヴィナント）」であり、ドラキュラの血液で若返るという点は、生き血で湯浴みをして若さを保とうとしたバートリに見られると書いている（なお、近年の研究ではバートリの残虐な犯罪とされるものは政治的敵対者が誇張した可能性があると疑問視されている）。
ストーカーが研究に用いたという『狼男（ウェアウルフ）の書（The Book of Were-Wolves）』では、確かにバートリに関するいくつかの情報が記載されているが、ミラーによればその部分をストーカーがメモした形跡はないという。
出版されたストーカーが『吸血鬼ドラキュラ』の執筆のために用いたというメモ書きでは、ミラーと彼女の共著者ロバート・エイティーン＝ビサングが注釈で、ストーカーがバートリの逸話を参照した証拠はないと述べている。
2000年に刊行されたミラーによるドラキュラ研究の大著『ドラキュラ：センスとナンセンス（Dracula: Sense and Nonsense）』について学者ノエル・シュヴァリエは、「主要なドラキュラ研究のみならず、一般人あるいは人気映画やテレビのドキュメンタリー（によって形作られたドラキュラのモデル説）」を修正するものだと評価している。
ドラキュラ伯爵のモデルとしては史実の人物だけではなく、文学上の登場人物もいる。
学者エリザベス・シニョロッティは、ドラキュラはシェリダン・レ・ファニュの『カーミラ』（1872年）に登場するレズビアンの女吸血鬼カーミラに影響を受けたものであり、その女性の欲望部分を「矯正」したものと指摘している。
ストーカーの曽甥にあたり、彼の伝記を書いた放送作家のダニエル・ファーソンは、その伝記の中で、ストーカーが『カーミラ』の同性愛要素に気づいていたかは疑問だが、それでも『カーミラ』から多大な影響を受けていると指摘している。
特にファーソンは、ドラキュラの墓石に刻まれていた碑文は『カーミラ』への直接的な暗示だと書いている。
研究者のアリソン・ミルバンクは、ドラキュラはイヌに、カーミラはネコに変身できることを挙げている。
作家のパトリック・マクグラスは、ドラキュラの城に住む3人の女吸血鬼に、カーミラの痕跡が見て取れると述べている。
また、ストーカーの死後に出版された短編『ドラキュラの客』は、カーミラの影響の証拠として見られている。この短編はもともと草稿版の第1章として執筆され、出版にあたって削除されたものであった。
アイルランドの伝承も、作品のモデルとして指摘されることがある。アルスター大学コールレーン校でケルトの歴史と民俗学を教えるボブ・カランは、ストーカーがアイルランドの吸血鬼 Abhartach からドラキュラのインスピレーションを得た可能性を指摘している。

## 出版

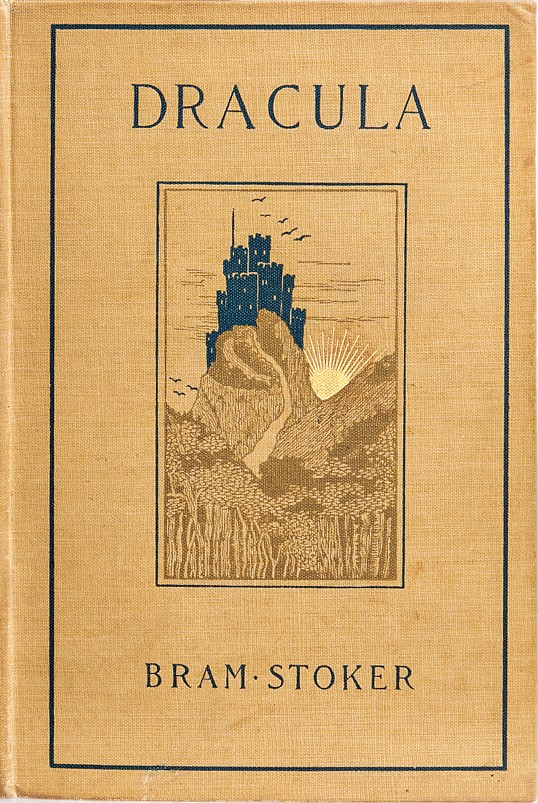
1899年にダブルデイ＆マクルーア社から出版されたアメリカ版の表紙

『吸血鬼ドラキュラ』は1897年5月にロンドンでアーチボルド・コンステーブル社から出版された。値段は6シリングであり、黄色地に赤文字という装丁であった。
2002年、伝記作家のバーバラ・ベルフォードは、おそらくタイトルの決定が出版間際であったために、「みすぼらしく」見える装丁になったと書いている。
通常であれば出版契約は、刊行日の6ヶ月以上前に取り交わすものであったが、本作は異例なことに出版の6日前であった。また、最初の1000部の売上分の印税を、ストーカーは受け取らなかった。
アメリカでは同国の新聞で連載された後、1899年にダブルデイ＆マクルーア社から出版された。
1930年代にユニバーサル・スタジオが映画化権を購入した際、ストーカーがアメリカの著作権法を完全に遵守していなかったことが判明し、本作はパブリックドメインとなった。
これは著作者は、権利を購入して2部登記する必要があったが、ストーカーは1部のみであった。
例えばストーカーの母シャーロットは本作が息子に莫大な利益をもたらすと信じていたが、実際のところ、高い評価に対して、本作で大金を得ることはなかった。
本作は最初の出版以来、絶版になったことが1度もない。
1901年、ヴァルディマール・アスムンドソン（Valdimar Ásmundsson）によって、アイスランド語版が出版された。これは『闇の力』（Makt Myrkranna）と改題され、序文はストーカーが書いている。この序文においてストーカーは、この物語は事実であり、「当然の理由で」地名や人名は変更していると述べている。
研究者たちはこの序文の存在から1980年代には、このアイスランド語版の存在を認識していたものの、英語に訳し直そうとする者はいなかった。後にわかったこととして、この『闇の力』は、単なる現地語翻訳ではなく、原作から大きく改変されていた。登場人物の名前の変更、物語は短くなり、あからさまな性的描写が加えられていた。オランダの研究者ハンス・コルニール・デ・ルースは、この翻訳版を好意的に評価し、例えばドラキュラが這う場面などは、簡潔でパンチが効いていると述べている。

## テーマ分析

### 性的描写
『吸血鬼ドラキュラ』を分析する上で、性的なテーマに着目することは学術的にもよく行われ、発展してきたものであり、誰もが簡単に手を付けられるものである。
特にセクシュアリティと誘惑という2つのテーマは、最も頻繁になされる議題であり、イギリス女性の堕落に関連付けられる。
吸血鬼に関する現代の解説書でも、セックスやセクシュアリティとの関連性を広く認めている。
ブラム・ストーカーが同性愛者であったとする言説もある。例えばタリア・シェーファーは、ストーカーがアメリカの詩人ウォルト・ホイットマンに送った手紙の内容が同性愛的であったと指摘している。
また、ストーカーが本作の執筆を始めたのは、友人のオスカー・ワイルドが同性愛罪で投獄された1ヶ月後のことであった。
本作の登場人物たちは、性的役割を演じることで侵犯的なセクシュアリティを表現しているとしばしば指摘されている。クリストファー・クラフトは、ドラキュラ伯爵がもたらす主な性的脅威は、彼が「他の男性を誘惑し、侵食し、消耗させる」ことにあり、作中でジョナサン・ハーカーが3人の吸血鬼の女たちに侵されそうになって興奮する場面は、彼が密かに持つ同性愛的欲望への代償行為を示していると指摘する。
すなわち、吸血鬼の女たちに屈するということは、彼が性的受動性という伝統的に女性の役割を引き受けたということであり、同時に女たちは男性の側の役割を演じているといえる。これは標準的なビクトリア朝の性別役割を逆転させたものであった。
性的堕落や攻撃性はヴィクトリア朝には男性の専売特許として理解され、女性は夫の性的欲求に服従することが期待されていた。ハーカーが服従したいと願ったことと、このシーンがストーカーが見た夢に由来することは、社会的な期待と性生活における自由への欲求という男たちが持つ現実との溝を浮き彫りにしている。
オリジナル版では、ハーカーが女吸血鬼たちがドアの前で囁き合うのを聞き、ドラキュラ伯爵が彼女たちに明日の晩に（ハーカーを）餌にしても良いと告げるシーンがある。一方、アメリカ版での同じ場面ではドラキュラが当夜は自分がハーカーを食すが、明日はお前ら（女吸血鬼たち）が食しても良いと告げる形に変更されている。この差異についてニーナ・アウエルバッハとデヴィッド・J・スカルは、本来はアメリカ版のセリフであったが、1897年のイギリスでは出版が難しいと考えてストーカーは変更し、一方でストーカー自身が信奉するウォルト・ホイットマンを生み出したアメリカなら、男が男を餌食にする描写も受け入れられるであろうと考えたのではないかと推察している。
本作における女性描写は批評家の意見を二分し続けている。
エレイン・ショウォルターは、ルーシー・ウェステンラとミナ・ハーカーを「新しい女（ニューウーマン）」の様々な側面を表していると指摘している。
彼女は、ルーシーは新しい女の「性的大胆さ」を象徴しているとし、作中で3人の男性たちから求婚されていることに対して、なぜ女性は3人の男性と結婚できないのかと疑問を抱くシーンによく現れているとする。
一方でミナは、教師という職業、鋭い頭脳、速記の知識といった、新しい女の「知的野心」を象徴しているとする。
キャロル・A・センフは、ストーカーにとって新しい女現象は曖昧なものであったと指摘している。本作に登場する5人の吸血鬼のうち、4人が女性であり、全員が攻撃的かつ「荒々しくエロティック」であり、血液の渇望だけが原動力になっている。一方でミナは他の女性登場人物たちのアンチテーゼとして機能しており、彼の敗北に至るドラキュラとの戦いにおいて、唯一的な非常に重要な役割を果たす。
他方でジュディス・ワッサーマンは、ドラキュラの討伐は、本質的に女性の身体を支配するための戦いであったと主張している。
彼女はルーシーの性的な目覚めと、ジェンダーに基づく性的役割の逆転こそ、ヴァン・ヘルシングが脅威とみなしていたものと指摘している。

### 人種描写
ドラキュラ伯爵がヴィクトリア朝のイギリスへの移住を試みることは、しばしば侵略文学の典型例として、また人種汚染に対する恐怖の投影として読まれることが多い。
『ドラキュラ』における吸血鬼神話が反ユダヤ的ステレオタイプに関係していると指摘する研究者も多い。ジュール・ザンガー（Jules Zanger）は、この小説の吸血鬼描写を、20世紀末のイギリスへの東欧系ユダヤ人の移民と結びつけている。
1881年から1900年の間にかけて、ポグロムや故郷での反ユダヤ法から逃れてきたために、イギリスに住むユダヤ人の数は6倍に増えた。
ジャック・ハルバースタムは、外見や富、寄生的な血液の渇望、国家への忠誠心の欠如といったドラキュラ伯爵の描写は、反ユダヤ主義的概念から連想されるユダヤ人描写だと挙げている。
また彼は、他の作品におけるユダヤ人描写とも類似点があると指摘している。例えば、長く鋭い爪は、チャールズ・ディケンズの『オリバー・ツイスト』（1838年）に登場するフェイギンや、ジョージ・デュ・モーリアの『トリルビー』（1895年）に登場するスヴェンガーリの、動物的かつ痩せた描写と比較される。
また、限定的だが、本作のスロバキア人とロマ人（ジプシー）の描写も学術的な関心を集めている。
ピーター・アーンズは、伯爵がロマ人を支配し、幼子を誘拐させるのは、ロマ人が子供を誘拐するという実在の民間伝承・迷信を想起させるものであり、またオオカミに変身する能力もロマ人が動物的だという外国人嫌悪症と関連付けられると指摘している。
当時、浮浪者全般が動物に比喩されていたが、ロマ人の場合には「汚れた肉」を好み、動物に囲まれて暮らしているという生活慣習のために、ヨーロッパでは迫害対象となっていた。
ストーカーのスロバキア人に関する記述は、イギリスのある少佐の旅行記から多く引用されている。ただ、その旅行記とは異なり、ハーカーの視点で語られる本作の描写は、露骨に帝国主義的で、人々を「野蛮人」、彼らの船を「原始的」と表現するなど、文化的に劣る存在であることを強調している。
スティーヴン・アラタは、本作を、非白人がイギリスを侵略し、人種の純度を弱めることへの恐怖を描写した「逆植民地化」の事例として説明している。
彼は本作の文化的背景について、大英帝国の衰退、他の列強国の台頭、帝国植民地化の道徳性に対する「国内の不安の高まり」を挙げている。
ストーカーの作品に限らず、逆植民地化系の物語は、「文明」化された世界が「未開」の世界に侵食されることへの恐怖を示している。
ドラキュラの恐ろしさは単に人を殺すことにあるのではなく、別人種に変容させてしまうことにある。
モニカ・トマシェフスカは、ドラキュラという存在が人種的他者と堕落した犯罪者を紐づけたものだと指摘している。彼女は出版当時の時代背景として「脅威をもたらす堕落者は、一般に他人種の者とみなされた。つまり、国内秩序を乱し、母国の人種を弱体化させるために国に入ってくる異質な侵入者」と認識されていたと説明している。

### 疫病の比喩
本作における吸血鬼の描写は、病気へのヴィクトリア朝時代の不安を象徴していると論じられてきた。ただ、この観点は他の論述と合わせて語られてきたサブテーマ的なものであり、他のテーマよりも扱われる頻度はかなり低い。
この論点の1つに病気の描写を人種と紐づけていると指摘するものがある。例えばジャック・ハルバースタムは、作中でドラキュラ伯爵のロンドンの邸宅に対して、あるイギリス人労働者が、その忌まわしき臭いをエルサレムのようだと言い、「ユダヤ人の臭い」と語る場面を挙げている。
ハルバースタムは、ヴィクトリア朝文学においてはユダヤ人を寄生虫のように描写することは多かったとし、ユダヤ人が血液の病気を広めているのではないかという特別な恐怖が存在したことや、あるジャーナリストがユダヤ人を「イディッシュの吸血者（Yiddish bloodsuckers）」と表現したことを取り上げている。
対照的に、マティアス・クラセンは吸血鬼を性感染症、特に梅毒と類似していることを指摘している。
文学と病気の接点を論じているマーティン・ウィリスは、最初の感染とそれに伴う病気の双方に吸血鬼が特徴付けられていると指摘している。

## スタイル

### 物語
本作は書簡体小説であり、様々な文書を通して物語が展開されていく。
最初の4章は、ジョナサン・ハーカーの日記として記述されている。学者デイヴィッド・シードは、ハーカーがドラキュラ城を訪れて体験する「奇妙な」出来事を、19世紀の紀行文の伝統に置き換える試みとして機能していると指摘する。
ジョン・セワード、ミナ、ジョナサン・ハーカーは皆、自己保存の行為として当時の鮮明な記録を残していく。シードはハーカーの語りは、ドラキュラ伯爵によって破壊されそうになっている自身のアイデンティティを守るために、伯爵にバレないよう速記されていると指摘している。
例えばハーカーの日記は、伯爵の想像以上に、ハーカーが城のことを把握しているという、城に滞在中の彼が唯一持つアドバンテージを示すことに繋がっている。
物語の進展によって、本作のバラバラな記述は、ある種の物語の統一へと向かっていく。小説の前半部ではそれぞれの語り手の語り口が強調され、ルーシーは饒舌さを、セワードはビジネス調の形式を、そしてハーカーは過剰なまでの礼儀正しさが示されている。
こうした物語スタイルは、吸血鬼とそのハンターの間の権力闘争も強調している。ドラキュラが地盤を固めていくのに対して、ヴァン・ヘルシングの拙い英語がますます目立つようになるのは、ヴィクトリア朝社会への外国人の参入を象徴している。

### ジャンル
『吸血鬼ドラキュラ』はゴシック小説についての議論においてよく引き合いに出される。
ジェロルド・E・ホーグルは、ゴシック小説には境界を曖昧にする傾向があると指摘し、これには性的指向、人種、階級、さらに生物の種としての境界すらあるとしている。
『ドラキュラ』においては伯爵が歯の特徴だけではなく、胸から血を吐き出すこと、ジョナサンとミナの両方に惹かれること、西方と東方の両方の人種に見えること、ホームレスの浮浪者と交われる貴族であることなどを強調している。
ストーカーはドラキュラ伯爵の創造にあたって広範な民間伝承を参照したが、伯爵の身体的特徴の多くは、ストーカーの時代のゴシック小説に登場する典型的な悪役のそれであった。特に、鉤鼻、青白い顔色、大きな口ひげ、太い眉がそれにあたり、影響を受けたものと考えられる。
同様に、トランシルヴァニアという舞台設定もゴシックにルーツがある。当時、旅行記は東欧を未発展の迷信の地と紹介していたがため、同時代の作家たちは作品舞台としての東欧に惹かれていた。
ただ、『吸血鬼ドラキュラ』は時代設定を出版当時（つまり現代）にすることで、それまでのゴシック作品と一線を画していた。
本作はアーバン・ゴシック（都会的ゴシック）と呼ばれるサブジャンルの一例と見なされる。
本作は1990年代前半に、アイルランド小説とみなすかの議論が高まったことがある。
『ドラキュラ』の舞台の大半はイングランドであるが、ストーカーは大英帝国時代のアイルランドの出身であり、また生まれてから約30年を過ごした土地であった。
そのため、本作を、アイルランドとイギリス、あるいは植民地主義に結びつける多くの論説がある。カルヴィン・W・キョウは、ハーカーの東ヨーロッパへの航海は「西のケルト周縁部と比較に値する」と書き、両者を（イングランドから見て）「別の」空間と強調している。キョウは、象徴的にも歴史的にも東方問題とアイルランド問題は紐づいていたとし、すなわち、トランシルヴァニアはアイルランドの代用であったと主張している。
論説家の中には、ドラキュラ伯爵をアングロ・アイルランドの地主と評する者もいる。

## 評価
出版直後より本作は好評を博した。批評家たちは他のゴシック作家とよく比較し、その構造とスタイルから、特に小説家ウィルキー・コリンズとその著作『白衣の女』（1859年）について言及することが多かった。
例えば『ブックセラー』誌（The Bookseller）に掲載された書評には、大部分がコリンズによって書かれたのではないかと指摘するものもあった。
また、『Saturday Review of Politics, Literature, Science and Art』誌に掲載された匿名の書評では、ゴシック小説のパイオニアであったアン・ラドクリフのスタイルを改良したものだと評し、別の匿名作家はストーカーを「90年代のエドガー・アラン・ポー」と評した。
他に好意的な比較対象に挙げられたゴシック小説家としてはブロンテ姉妹やメアリー・シェリーなどが挙げられる。
初期批評の多くは、吸血鬼の伝承に対するストーカーのユニークな扱いを関心を惹かれた。中には、これまで書かれた吸血鬼物語の中で最高と評するものもあった。
デイリー・テレグラフ紙は、『オトラント城奇譚』のように超自然現象を扱った初期ゴシック作品では、母国から遠く離れた異邦の物語であったのに対し、ドラキュラの恐怖は、はるか遠いカルパティア山脈のような異国と、ウィットビーやハムステッド・ヒースのような国内の両方で起こったと指摘している。
オーストラリアの『ザ・アドバタイザー』紙は、センセーショナルかつドメスティックであると評した。
ある批評家は、ストーカーの散文体を「特筆すべき力量」と称賛し、印象派的と評した。この批評ではイギリスを舞台にした部分はさほどではなかったが、遠く故郷から離れた吸血鬼という物語性が良かったとしている。
イギリスの雑誌『ヴァニティ・フェア』は、吸血鬼がニンニクを嫌う点など、時に意図せず滑稽なところがあると指摘している。
ドラキュラは一般に広く恐ろしい存在として認知された。1897年の『マンチェスター・ガーディアン』紙に掲載された書評では、その娯楽性を称賛するものの、ストーカーは恐怖を盛り込みすぎたとも否定的な見解も踏まえた。
同様に、『ヴァニティ・フェア』誌では、「賞賛に値する」魅力的な作品としつつ、「苦手な」人には薦められないと論評した。
また、ストーカーの散文についても恐怖を維持することに効果的だと、多くの出版物で評価された。
他方で『サンフランシスコ・ウェーブ』紙の批評家は、その恐怖描写の点で本作を「文学的失敗作」と論じた。彼によれば、吸血鬼を精神病院や「異常食欲」といった恐ろしいイメージと関連付けすることで、恐怖を露骨にしすぎており、『ジキル博士とハイド氏』のような、このジャンルの他の作品はもっと抑制的であると詳しく指摘している。
現代の批評家たちは、出版当時の批評家意見は賛否両論であったとよく説明している（例えばキャロル・マーガレット・デイヴィソン）。
ドラキュラや文学における吸血鬼を研究するジョン・エドガー・ブラウニングは、当時の書評のレビューを行い、当時から高く評価されていたと2012年に指摘している。
ブラウニングは、賛否両論であったという誤解は、サンプル数が少ないことに起因していると書いている。
彼は当時の書評91個を調査し、うち10を「全面的に肯定」、4を「賛否両論」、3を「全面的に否定」、残りは「肯定的で否定意見なし」とした。肯定的な批評の中では、デイリー・メール紙、デイリー・テレグラフ紙、ロイド・ウィークリー・ニュースペーパー紙などの出版物を含む36の批評が絶賛していたと指摘している。

## 影響

### 翻案と改変
本作は数多くの映画や演劇の原作ないし原案となった。最初の舞台化はストーカー自身が台本を書き、小説が出版される直前の1897年5月18日にて、ライシアム劇場で『ドラキュラ、或いは不死者』（Dracula, or The Undead）の題で上演された。これは自身の著作権（翻案権）を示すための1回だけの上演であった。
この時の台本は紛失したと考えられているが、大英図書館にはその複製本が所蔵されている。この台本はゲラ刷りから抜粋した形で構成されており、ストーカー自身の手書きで、ト書きやセリフの発話者が記されている。
ドラキュラ伯爵が登場した最初の映画は1921年に初公開したとされるハンガリーのサイレント映画『ドラキュラの死』（原題：Drakula halála）だが、公開時期には学術的に異論がある。また、ほぼ現存していない。
2番目は1922年に公開されたドイツのF・W・ムルナウの『吸血鬼ノスフェラトゥ』（原題：Nosferatu – Eine Symphonie des Grauens）である。
この作品は原作から大幅に改変がなされているものの、批評家のウェイン・E・ヘンズリーは、登場人物には明確な対応関係があると書いている。
現代に吸血鬼の標準設定となっている日光が致命的弱点、また、朝日を浴びて消滅するドラキュラ伯爵は、この作品で初めて盛り込まれた。
しかし、この作品は公開当時にブラム・ストーカーの未亡人フローレンスより著作権侵害として訴訟を起こされ、1924年5月に裁判所の命令を受けて映画のすべてのネガとプリントは破棄された。
ドラキュラの外見や視覚的表現は時代と共に大きく変化してきた。その外見に関する初期の設定はロンドンとニューヨークの演劇作品によって確立された。黒と赤を基調とした服装に、オールバックの髪という容姿である。その後、ドラキュラ俳優として有名となったベラ・ルゴシとクリストファー・リーが演じた外見も、この初期に確立されたものに影響を受けていた。
リーの描写は露骨にセクシャルであり、牙描写を映画で普及させた。
フランシス・フォード・コッポラが監督し、石岡瑛子が衣装を担当した『ドラキュラ』（1992年）で、ゲイリー・オールドマンが演じたドラキュラ伯爵は、ルーマニア訛りに、長髪という新たなデフォルト・スタイルを確立した。
ドラキュラは様々な翻案作品において、個々にユニークな性格や特徴が描かれている。
ドラキュラは、事実上あらゆるメディアで何度も翻案されてきた。
ジョン・エドガー・ブラウニングとキャロライン・ジョーン・S・ピカートは、原作小説とその登場人物は700回以上、映画・テレビ・ゲーム・アニメのテーマになってきたとし、また1000回近く、コミックや舞台に登場したと書いている。
ロベルト・フェルナンデス・レタマールは、ドラキュラ伯爵を、フランケンシュタインの怪物、ミッキーマウス、スーパーマンといったキャラクターとともに、「覇権を握ったアングロサクソン世界の映画素材」の1つとみなした。
今なお、新たな翻案作品が製作されている。

### 文化的影響
本作は吸血鬼を最初に描いた文学作品ではなかったが、その後のフィクションにおける吸血鬼の大衆的・学術的な扱いに多大な影響を与えた。
吸血鬼について言及する時、ドラキュラ伯爵はまず最初に思い浮かべられる存在である。
本作は、民間伝承、伝説、吸血鬼小説、ゴシック小説の慣習を紐付けることで成功した。
ウェンディ・ドニガーは、この小説を吸血鬼文学の「中心的存在であり、他のすべての吸血鬼を大卒（BS）か短大卒（AS）に分けてしまう」と評した。
本作は吸血鬼の長所や弱点、その他特徴を含め、吸血鬼という存在の設定に対する一般的な認知を大きく形作った。
例えばコウモリと吸血鬼を関連付けることは本作以前から見られるものであったが、ストーカーはドラキュラがコウモリに変身できるという設定を盛り込み、この印象を強めた。これは後の映画の時代においては、特徴的な映像効果（特殊効果）を求める映画人にすぐに引用された。
パトリック・マクグラスは、ドラキュラの特徴の多くが、後の創作物で多く採用され、それら特徴が一般的なものになってしまったと指摘している。その変身能力のほか、ニンニク、日光、十字架を弱点とする点を特に強調している。
ウィリアム・ヒューズは、ドラキュラという存在がゴシック小説におけるアンデッドの議論を「深刻に阻害している」と指摘し、文化的に遍在してしまったことを批判的に書いている。
小説自体や、また登場人物が翻案や脚色されてきたことは、その不朽の人気に貢献してきた。学術的議論でさえ、原作と翻案作品の境界は事実上曖昧になっている。
ストーカーの曾孫にあたるデイカー・ストーカーは、彼がアメリカの著作権法を遵守しなかったことで、作家やプロデューサーはドラキュラを使ってもライセンス料を支払う必要がなく、結果として今日の地位を築いたと指摘している。

## 日本語訳
| 出版年 | タイトル                | 出版社       | 文庫名             | 訳者           | ページ数 | ISBNコード          | 備考                                           |
| ------ | ----------------------- | ------------ | ------------------ | -------------- | -------- | ------------------- | ---------------------------------------------- |
| 1956年 | 魔人ドラキュラ          | 東京創元社   | 世界大ロマン全集   | 平井呈一       | 348      |                     | 抄訳                                           |
| 1958年 | 吸血鬼ドラキュラ        | 表現社       |                    | 川崎淳之助ほか | 203      |                     | 川崎淳之助・師岡尚・水口志計夫による共訳、抄訳 |
| 1963年 | 吸血鬼ドラキュラ        | 東京創元新社 | 創元推理文庫       | 平井呈一       | 415      |                     | 1956年版の改版                                 |
| 1971年 | 吸血鬼ドラキュラ        | 東京創元社   | 創元推理文庫       | 平井呈一       |          |                     | 完訳版                                         |
| 1973年 | 吸血鬼ドラキュラ        | 偕成社       | 世界の怪奇名作     | 中尾明         | 230      |                     |                                                |
| 2000年 | ドラキュラ : 完訳詳注版 | 水声社       |                    | 新妻昭彦       | 538      | ISBN 4891764201     | 短編『ドラキュラの客』も収録                   |
| 2014年 | 吸血鬼ドラキュラ        | KADOKAWA     | 角川文庫           | 田内志文       | 669      | ISBN 978-4041014424 |                                                |
| 2023年 | ドラキュラ              | 光文社       | 光文社古典新訳文庫 | 唐戸信嘉       | 837      | ISBN 978-4334100858 |                                                |

### 児童向けリライト
| 出版年 | タイトル                           | 出版社       | 文庫名                       | 訳者       | ISBNコード             | 備考                                             |
| ------ | ---------------------------------- | ------------ | ---------------------------- | ---------- | ---------------------- | ------------------------------------------------ |
| 1972年 | 吸血鬼ドラキュラ                   | 朝日ソノラマ | 少年少女世界恐怖小説         | 石上三登志 |                        |                                                  |
| 1984年 | 吸血鬼ドラキュラ                   | 金の星社     | 世界こわい話ふしぎな話傑作集 | 瀬川昌男   |                        |                                                  |
| 1985年 | 吸血鬼ドラキュラ                   | ポプラ社     | ポプラ社文庫怪奇シリーズ     | 中ぞの蝶子 |                        |                                                  |
| 1989年 | 吸血鬼ドラキュラ                   | 第三文明社   | 21C文庫                      | 紀田順一郎 | ISBN 4-476-11606-X     | 新書判、新田正明と共訳                           |
| 1991年 | ドラキュラ                         | 金の星社     | どきどきミステリーランド     | 宗方あゆむ |                        | S.スピナーによる改作の翻訳版                     |
| 1995年 | ドラキュラ物語                     | 集英社       | 子どものための世界文学の森   | 礒野秀和   | ISBN 4-08-274027-9     |                                                  |
| 1999年 | 吸血鬼ドラキュラ                   | 金の星社     | フォア文庫                   | 瀬川昌男   | ISBN 4-323-09008-0     |                                                  |
| 1999年 | 吸血鬼ドラキュラ                   | 講談社       | 痛快世界の冒険文学           | 菊地秀行   | ISBN 4-06-268016-5     | 2002年に『菊地秀行の吸血鬼ドラキュラ』として再版 |
| 2014年 | 吸血鬼ドラキュラ・女吸血鬼カーミラ | 集英社       | 集英社みらい文庫             | 長井那智子 | ISBN 978-4-08-321197-3 | 『カーミラ』も収録                               |

## 翻案作品
この節では本作を原作とする作品を挙げる。タイトルに「ドラキュラ」を含むが直接関係がない作品や、パロディ作品などはドラキュラ (曖昧さ回避)を参照。

### 映画
- 吸血鬼ノスフェラトゥ（Nosferatu – Eine Symphonie des Grauens、1922年） - 舞台や登場人物はドイツに置き換えられている
- 魔人ドラキュラ（Dracula、1931年）
- 吸血鬼ドラキュラ (1958年)（Dracula、1958年）
- ドラキュラ （Dracula、1979年）
- ノスフェラトゥ (Nosferatu: Phantom der Nacht、1974年) - 厳密には1922年映画のリメイク
- ドラキュラ（Bram Stoker's Dracula、1992年）
- ダリオ・アルジェントのドラキュラ (Dracula 3D、2012年)
- ドラキュラ/デメテル号最期の航海（The Last Voyage of the Demeter、2023年） - 第7章「デメテル号船長の航海日誌」の映画化。

### 舞台
- ドラキュラ（英語版）（Dracula、1924年） - 最初の公式翻案作品であり、『魔人ドラキュラ』にも影響を与えた

### ドラマ
- 青春アドベンチャー「吸血鬼ドラキュラ」（1995年2月13日 - 24日、NHK-FM） ※ラジオドラマ
- ドラキュラ伯爵（Dracula、2020年）

### 漫画
- 吸血鬼ドラキュラシリーズ - 作画:望月三起也（実業之日本社）

### ミュージカル
- ドラキュラ（2001年）

### 小説
- 髑髏検校 - 横溝正史作。1939年。